# Hydrocyphon malaysianus
Hydrocyphon malaysianus es una especie de coleóptero de la familia Scirtidae.

## Distribución geográfica
Habita en  Malasia.